# Monterotondo (Badia Tedalda)
Monterotondo è una località del comune di Badia Tedalda, compresa nell'isola geografica di Ca' Raffaello, exclave della regione Toscana immersa nella regione Emilia-Romagna.
Fino al 15 agosto 2009 si trattava di un'enclave della regione Marche, prima dello scorporo dell'alta Valmarecchia dalla provincia di Pesaro e Urbino alla provincia di Rimini.
Al momento la località è in stato di abbandono, anche se sono presenti diverse abitazioni, a causa della sua posizione notevolmente isolata, che ha incentivato gli abitanti a trasferirsi in località limitrofe.

## Storia
Monterotondo è una località non distante da Casteldelci, ma spiritualmente dipende "ab antiquo" dalla parrocchia di Santa Sofia in Acquatrio.
Proprio perché posta sull'acclivio sinistro del fiume Senatello, fece parte anche della giurisdizione di Sant'Agata Feltria.
Nel 1207 "Castrum Montis Rotundis" appartenne alla famiglia dei Montedoglio.
Dal Libro dei Censi, nel sesto anno di pontificato del Papa Gregorio IX (e cioè nel 1233), si ha che "Ugutio Dadei de CASTRO Aldicae" donò alla Santa Sede Apostolica, "pro anima sua", diversi possedimenti, fra cui "unam partem qua ahbeat in Villa Montis Rotundi....".
Il 24 ottobre 1285 Rainerio Lancia, figlio di Alberico, signore di Monterotondo, vendette un terreno posto in Fragheto.
E ancora nel 1311, i signori del luogo Ubaldo, Battista e Cionino Manfredi vennero nominati col titolo di "Dominus" in un atto di compravvendita stipulato coi Conti di Carpegna.
Con la pace di Sarzana del 10 gennaio 1353 "Castrum de M. Rotundo" fu posto sotto la signoria di Neri (o Nerio) della Faggiola.
Il territorio di Santa Sofia, e quindi anche il Castello di Monterotondo, tornò in potere dei Montedoglio.
Donna Paola, figlia del Conte Prinzivalle di Guido, unico primogenito maschio del casato dei Montedoglio, alla fine del secolo XV sposò un Gonzaga, conte di Novellara, portando in dote questa località.
Il Granduca di Toscana, Ferdinando I de' Medici, con rogito in data 5 giugno 1607, comprò dai pronipoti di donna Paola sia Santa Sofia, che Monterotondo per il prezzo di 7.000 scudi.
Successivamente, il 23 settembre 1615, Cosimo II eresse in feudo, con il titolo nobiliare di Marchesato, il territorio di Santa Sofia ed il vicino Castello di Monterotondo, investendone il barone Fabrizio Colloredo (o Collaredo), allora suo maestro di camera e priore di Lunigiana, dell'Ordine di Santo Stefano.
Nel XVIII secolo passò ai Conti Lorenzo e Paola Barbolani di Montauto, signori di origine longobarda.
Il loro avo, il Conte Alberto, ricevette in dono da San Francesco d'Assisi il saio che aveva indossato durante la sua permanenza in Montauto nel 1216. La reliquia si conserva attualmente nella Chiesa di Ognissanti.
Il 25 novembre 1774, il Conte Bartolomeo ed altri coeredi vendettero il feudo di Monterotondo a Pietro Leopoldo, Granduca di Toscana, che lo unì al Vicariato di Sestino, per la somma di 6.000 scudi fiorentini.
Tre anni più tardi, l'amministrazione del Granducato di Toscana vendette i beni allodiali di Monterotondo a Giuseppe Gambetti di Talamello, per la somma di 1.500 scudi.
Il 17 dicembre 1788 Monterotondo passò alla Santa Sede che lo incorporò nel Comune di Badia Tedalda di cui amministrativamente fa parte tuttora.
Monterotondo fu la residenza di Nicola Gambetti, taumaturgo, alchimista, medico, veterinario, pranoterapeuta, chimico e stregone, vissuto nel diciannovesimo secolo.